# Фольянізе
Фольянізе (італ. Foglianise) — муніципалітет в Італії, у регіоні Кампанія, провінція Беневенто.
Фольянізе розташоване на відстані близько 200 км на південний схід від Рима, 55 км на північний схід від Неаполя, 11 км на захід від Беневенто.
Населення — 3426 осіб (2014).

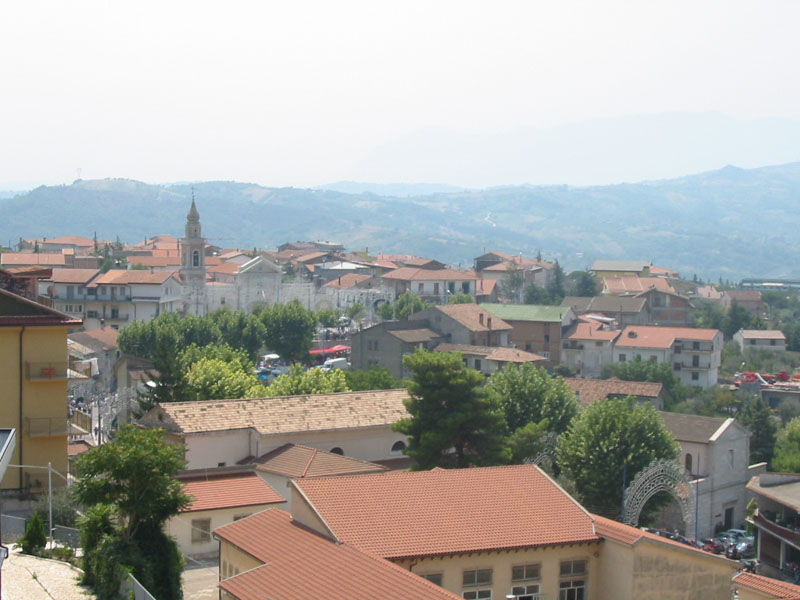

Щорічний фестиваль відбувається 16 серпня. Покровитель — святий Рох.

## Демографія
Населення за роками:

Станом на 1 січня 2023 року в муніципалітеті офіційно проживало 39 іноземців з 8 країн, серед них 17 громадян країн Євросоюзу та 8 громадян України.

## Сусідні муніципалітети
- Беневенто
- Кастельпото
- Каутано
- Торрекузо
- Вітулано